# Dobbelken
Dobbelken is een Belgisch bier van hoge gisting.
Het bier wordt gebrouwen in Brouwerij Strubbe te Ichtegem in opdracht van de regionale natuurvereniging vzw Durme voor het bezoekerscentrum van natuurgebied Molsbroek te Lokeren. Dobbelken is een benaming die eeuwenlang gebruikt werd in het Waasland voor Dobbel bier en in de laatste oorlogsperiode verdween. Vanaf 1985 wordt Dobbelken bruin gebrouwen en sinds april 2010 is Dobbelken Amber erbij gekomen.

## Varianten
- Bruin, donkerbruin bier met een alcoholpercentage van 5% (anno 2011, vroeger 4,2%)
- Amber, amberkleurig bier met een alcoholpercentage van 6,5%